# 山本健誌
山本 健誌（やまもと けんじ、1964年4月25日 - ）は、主にゲームミュージックを手掛ける日本の作曲家。任天堂企画開発本部企画開発部所属。三重県出身。
1987年に任天堂に入社後、ファミリーコンピュータの『マイクタイソン・パンチアウト!!』にてデビュー。その後『ファミコンウォーズ』や『ファミコン探偵倶楽部PartII うしろに立つ少女』、『メトロイド』シリーズの3作目に当たる『スーパーメトロイド』の作曲に携わる。
『スーパーメトロイド』以降、『メトロイドプライム』、『メトロイド ゼロミッション』、『メトロイドプライム2』、『メトロイドプライム3』など、ほとんどの『メトロイド』作品で作曲を担当している。

## 作品
- マイクタイソン・パンチアウト!! （兼岡行男、中塚章人と共同）
- ファミコンウォーズシリーズ
  - ファミコンウォーズ （田中宏和と共同）
  - ファミコンウォーズDS （平野義人と共同）
- ファミコン探偵倶楽部シリーズ
  - ファミコン探偵倶楽部PartII うしろに立つ少女
  - BS探偵倶楽部 雪に消えた過去
- レーダーミッション
- スーパースコープ6
- メトロイドシリーズ
  - スーパーメトロイド （濱野美奈子と共同）
  - メトロイドプライム （久馬浩一と共同）
  - メトロイドフュージョン （サウンドディレクター）
  - メトロイド ゼロミッション （濱野美奈子と共同）
  - メトロイドプライム2 ダークエコーズ
  - メトロイドプライム ピンボール （田島賢と共同）
  - メトロイドプライム3 コラプション （濱野美奈子、田島賢と共同）
  - メトロイド サムスリターンズ （音楽ディレクター）
- ギャラクティックピンボール （田島賢と共同）
- ポケットカメラ （アディショナルスタッフ）
- ファミコン文庫 はじまりの森 （石川こずえと共同）
- さくらももこのウキウキカーニバル （サウンドアドバイザー）
- 脳トレシリーズ
  - もっと脳を鍛える大人のDSトレーニング （サウンドディレクター）
  - ちょっと脳を鍛える大人のDSiトレーニング （サウンドディレクター）
  - ものすごく脳を鍛える5分間の鬼トレーニング （サウンド監修）
- えいご漬け （サウンドディレクター）
- エキサイト トラック （田島賢と共同）
  - エキサイト猛マシン （田島賢、後田信二と共同）
- 大乱闘スマッシュブラザーズシリーズ
  - 大乱闘スマッシュブラザーズX
  - 大乱闘スマッシュブラザーズ for Wii U
- DS美文字トレーニング （サウンドディレクター）
- ドンキーコングシリーズ
  - ドンキーコング リターンズ （音楽監修）
  - ドンキーコング トロピカルフリーズ （音楽監修）
- パイロットウイングス リゾート （音楽監修）
- ひらり 桜侍 （音楽ディレクター）
- キキトリック （サウンド監修）
- だるめしスポーツ店
- Hey! ピクミン （サウンド進捗管理）
- トモダチコレクション　新生活  （サウンドディレクター）